# Littfe
Die Littfe ist ein 12,7 km langer, auf ganzer Länge in der Stadt Kreuztal verlaufender nördlicher und orographisch rechter Zufluss der Ferndorf im nordrhein-westfälischen Kreis Siegen-Wittgenstein (Deutschland). Sie ist zudem Namensgeber für den Kreuztaler Stadtteil Littfeld.

## Geographie

### Verlauf

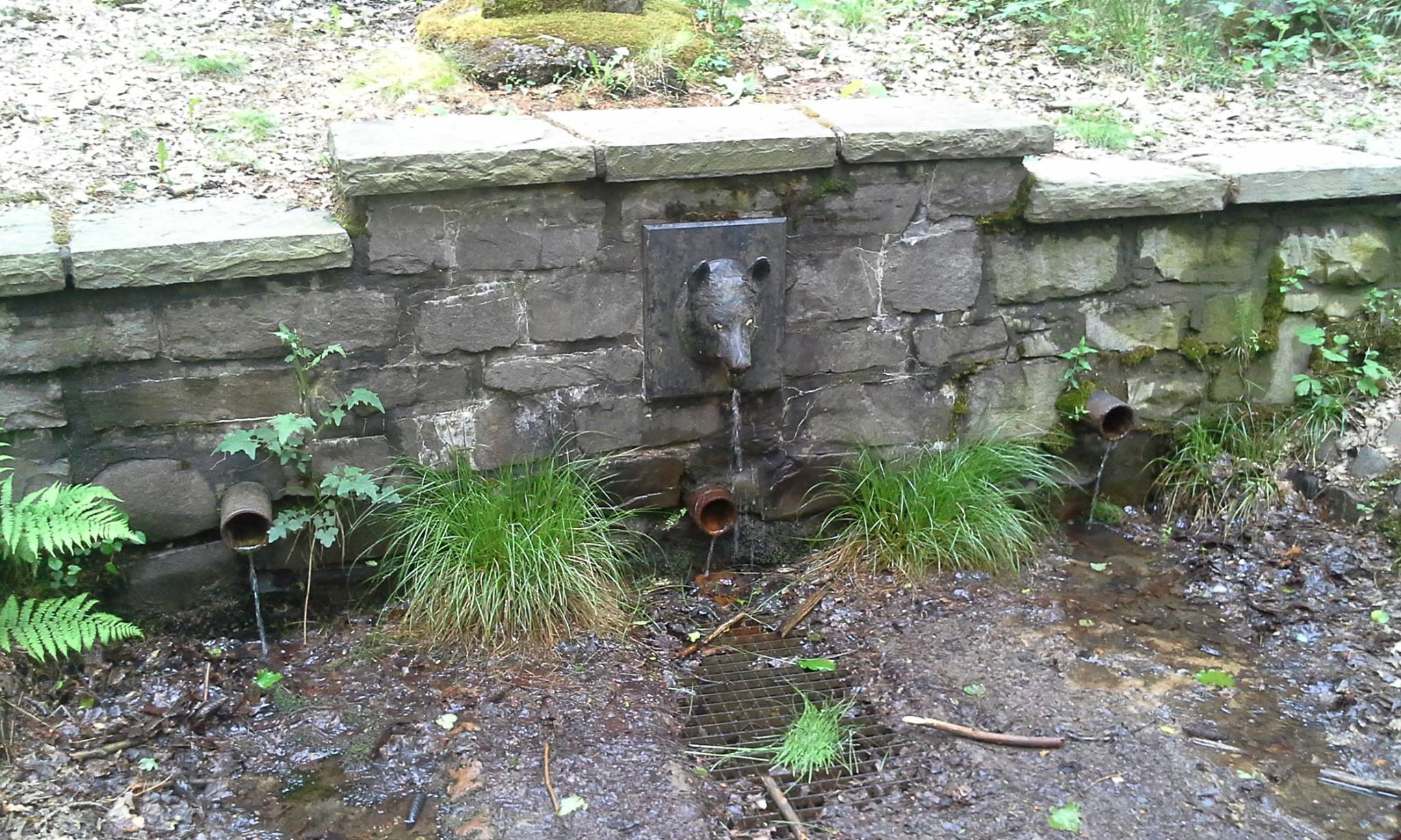
Littfequelle

Die Littfe entspringt und verläuft im Naturpark Sauerland-Rothaargebirge. Ihre Quelle liegt im äußeren Südwesten des Rothaargebirges auf der Südsüdwestflanke des 643 m ü. NHN hohen Wolfshorns  auf 551,3 m Höhe und etwa 3,7 km nordöstlich von Burgholdinghausen in der Gemarkung dieses Kreuztaler Stadtteils.

Anfangs fließt die Littfe in südwestlicher Richtung zwischen dem Berg Hoher Wald (656,2 m) im Südosten und dem Glühberg (495,4 m) im Nordwesten durch ein bewaldetes Tal, in dem sie von den umliegenden Hängen zahlreiche kleine Zuflüsse aufnimmt und zwischen dem am Hundem-Zufluss Olpe (Rahrbach) gelegenen Kirchhundemer Ortsteil Welschen Ennest und dem Kreuztaler Stadtteil Littfeld südlich des im Glühberg befindlichen Rahrbacher Tunnels die Ruhr-Sieg-Strecke unterquert. Dort wechselt sie vom Rothaargebirge in das naturräumliche Siegerland über und verlässt den Naturpark Sauerland-Rothaargebirge, um fortan bis zur Kreuztaler Kernstadt westlich außerhalb des Parks zu fließen. 

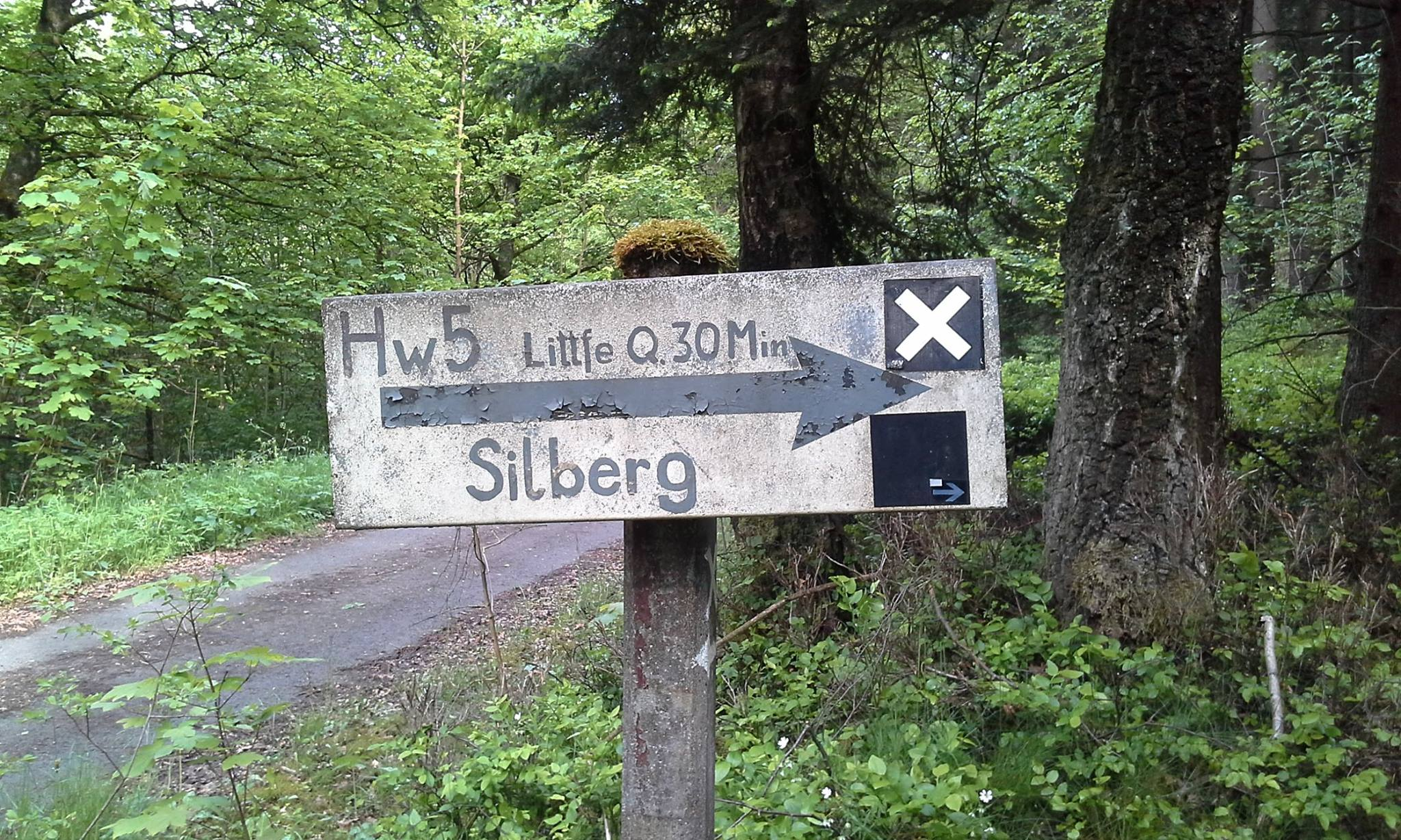
Wegweiser zur Quelle in Welschen-Ennest (Sauerland)

Fortan läuft die Littfe in überwiegend südliche Richtung parallel zu dieser Bahnstrecke im Osten und zur Bundesstraße 517 im Westen nach und durch Burgholdinghausen, wo sie rechtsseitig den Langebach aufnimmt. Anschließend durchläuft sie Littfeld, wo sie für ein kurzes Stück südwestwärts fließt und die B 517 zweimal unterquert. Dort nimmt die Littfe linksseitig die Heimkaus, und rechtsseitig den Limbach auf. Dann läuft sie durch den Osten des Kreuztaler Stadtteils Krombach, zwischen den Stadtteilen Eichen mit der vorgelagerten Kleinsiedlung Bockelbach im Westen und Stendenbach im Osten hindurch und südsüdostwärts durch Eichen. Dort unterquert die Littfe einmal die B 517 und nimmt rechtsseitig den vom Stadtteil Bockenbach kommenden Bockenbach auf. Danach fließt sie zwischen der B 517 im Osten und der Bundesstraße 54 im Westen.
Dann erreicht die Littfe Kreuztal, wo sie rechtsseitig den Heesbach aufnimmt und, nach zweimaligem Unterqueren der B 54, direkt nordwestlich vom Gelände des Bahnhof Kreuztal auf etwa 273 m Höhe in den dort von links und Nordosten kommenden Sieg-Zufluss Ferndorfbach (Ferndorf) mündet.

### Einzugsgebiet und Zuflüsse

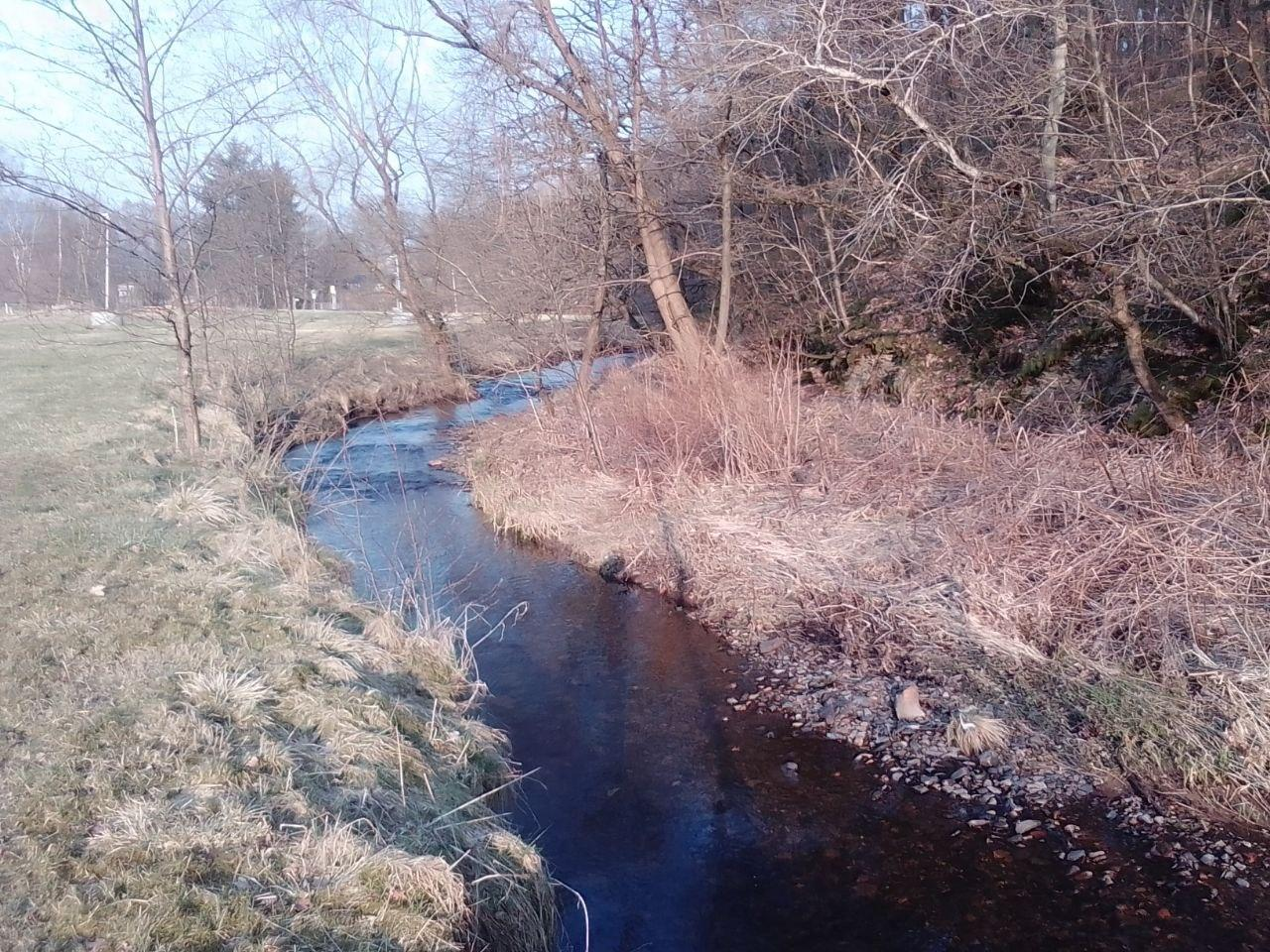
Littfe zwischen Littfeld und Krombach

Das Einzugsgebiet der Littfe ist 50,155 km² groß. Zu ihren Zuflüssen gehören bachabwärts betrachtet:
| Name                   | Seite  | Länge (km) | Quell-          | Mündungs-       | Mündungsort       | Stat. (km) | EZG (km²) | GKZ       |
| Name                   | Seite  | Länge (km) | höhe (m ü. NHN) | höhe (m ü. NHN) | Mündungsort       | Stat. (km) | EZG (km²) | GKZ       |
| ---------------------- | ------ | ---------- | --------------- | --------------- | ----------------- | ---------- | --------- | --------- |
| Langebach (Langenbach) | rechts | 2,7        | 515             | 350             | Burgholdinghausen | 8,50       | 02,641    | 272146-2  |
| Limbach                | rechts | 2,1        | 419             | 326             | Littfeld          | 6,70       | –         | 272146-34 |
| Heimkaus (Heiminkhaus) | links  | 4,7        | 496             | 325             | Littfeld          | 6,60       | 08,204    | 272146-4  |
| Breitenbach            | rechts | 2,9        | 410             | 309             | Krombach          | 5,0        | –         | 272146-54 |
| Oberseifen             | rechts | 1,6        | 420             | 308             | Krombach          | 4,85       | –         | 272146-56 |
| Krombach               | rechts | 1,9        | 403             | 304             | Krombach          | 4,40       | –         | 272146-58 |
| Hankerbach             | links  | 3,5        | 421             | 294             | Eichen            | 3,0        | –         | 272146-72 |
| Bockenbach             | rechts | 2,5        | 399             | 291             | Eichen            | 2,65       | 02,403    | 272146-6  |
| Heesbach (Hees)        | rechts | 5,8        | 427             | 275             | Kreuztal          | 0,40       | 12,387    | 272146-8  |

## Sonstiges
An der Littfe gibt es 33 Wehre und eine zurzeit nicht in Betrieb befindliche Wasserkraftanlage. Der Bach erhielt gemäß dem Leitfaden zur Umsetzung der europäischen Wasserrahmenrichtlinie in NRW die Bezeichnung DE_NRW_272146_0 und wurde als natürliches Gewässer eingestuft. Um Fischen die Wanderung im Fluss zu ermöglichen, wurden mehrere Fischtreppen hergestellt. Zudem hat die Stadt einige Maßnahmen zur Renaturierung vorgenommen.